# 20e étape b du Tour de France 1935
Pour un article plus général, voir Tour de France 1935.
La 20e étape b du Tour de France 1935 s'est déroulée le 27 juillet.
Il s'agit d'une demi-étape contre-la-montre par équipes qui relie Vire à Caen dans le département du Calvados, au terme d'un parcours de 55 kilomètres.
L'Italien Ambrogio Morelli et l'équipe d'Italie remporte l'étape tandis que le Belge Romain Maes conserve la tête du classement général.

## Classements

### Classement de l'étape
| \| Classement de l'étape \| Classement de l'étape \| Classement de l'étape \| Classement de l'étape \| Classement de l'étape \| \| Coureur \| Coureur \| Pays \| Équipe \| Temps \| \| --------------------- \| --------------------- \| --------------------- \| ------------------------- \| --------------------- \| \| 1er \| Ambrogio Morelli \| Italie \| \| \| \| 2e \| Otto Weckerling \| Allemagne \| \| \| \| 3e \| Orlando Teani \| Italie \| \| \| \| 4e \| Oskar Thierbach \| Allemagne \| \| \| \| 5e \| René Le Grevès \| France \| \| \| \| 6e \| Charles Pélissier \| France \| Génial Lucifer-Hutchinson \| \| \| 7e \| René Vietto \| France \| Helyett-Hutchinson \| \| \| 8e \| Julien Moineau \| France \| \| \| \| 9e \| Jean Fontenay \| France \| \| \| \| 10e \| André Leducq \| France \| \| \| |                   |           |                           |       |
| |                   |           |                           |       |
| |                   |           |                           |       |
| Classement de l'étape |                   |           |                           |       |
| Coureur | Coureur           | Pays      | Équipe                    | Temps |
| 1er | Ambrogio Morelli  | Italie    |                           |       |
| 2e | Otto Weckerling   | Allemagne |                           |       |
| 3e | Orlando Teani     | Italie    |                           |       |
| 4e | Oskar Thierbach   | Allemagne |                           |       |
| 5e | René Le Grevès    | France    |                           |       |
| 6e | Charles Pélissier | France    | Génial Lucifer-Hutchinson |       |
| 7e | René Vietto       | France    | Helyett-Hutchinson        |       |
| 8e | Julien Moineau    | France    |                           |       |
| 9e | Jean Fontenay     | France    |                           |       |
| 10e | André Leducq      | France    |                           |       |

### Classement général à l'issue de l'étape
| \| Classement général \| Classement général \| Classement général \| Classement général \| Classement général \| \| Coureur \| Coureur \| Pays \| Équipe \| Temps \| \| ------------------ \| ------------------ \| ------------------ \| ------------------ \| ------------------ \| \| 1er \| Romain Maes \| Belgique \| Alcyon-Dunlop \| \| \| 2e \| Ambrogio Morelli \| Italie \| \| \| \| 3e \| Félicien Vervaecke \| Belgique \| Alcyon-Dunlop \| \| \| 4e \| Sylvère Maes \| Belgique \| \| \| \| 5e \| Georges Speicher \| France \| \| \| \| 6e \| Jules Lowie \| Belgique \| \| \| \| 7e \| Maurice Archambaud \| France \| \| \| \| 8e \| René Vietto \| France \| Helyett-Hutchinson \| \| \| 9e \| Gabriel Ruozzi \| France \| \| \| \| 10e \| Oskar Thierbach \| Allemagne \| \| \| |                    |           |                    |       |
| |                    |           |                    |       |
| |                    |           |                    |       |
| Classement général |                    |           |                    |       |
| Coureur | Coureur            | Pays      | Équipe             | Temps |
| 1er | Romain Maes        | Belgique  | Alcyon-Dunlop      |       |
| 2e | Ambrogio Morelli   | Italie    |                    |       |
| 3e | Félicien Vervaecke | Belgique  | Alcyon-Dunlop      |       |
| 4e | Sylvère Maes       | Belgique  |                    |       |
| 5e | Georges Speicher   | France    |                    |       |
| 6e | Jules Lowie        | Belgique  |                    |       |
| 7e | Maurice Archambaud | France    |                    |       |
| 8e | René Vietto        | France    | Helyett-Hutchinson |       |
| 9e | Gabriel Ruozzi     | France    |                    |       |
| 10e | Oskar Thierbach    | Allemagne |                    |       |